# Прицкер, Дженнифер
Дженнифер Наталья Прицкер (имя при рождении: Джеймс Николас Прицкер; род. 13 августа 1950, Чикаго) — американская трансгендерная женщина еврейского происхождения, единственная долларовая миллиардерша среди трансгендерных женщин, в прошлом — офицер десантно-штурмовых войск армии США, видный сторонник Республиканской партии.

## Происхождение
Джеймс Николас Прицкер родился в Чикаго в семье Роберта Прицкера и его жены Одри, урождённой Гилберт. Еврейская семья Прицкеров (англ.) происходит от адвоката из Киева Николая Яковлевича Прицкера (1871—1956), который приходился двоюродным братом видному русскому философу Льву Шестову. После эмиграции в США в начале XX века, семья стала успешно заниматься бизнесом, и уже к моменту рождения Джеймса относилась к числу сверхбогатых: в её собственности, в частности, находится международная сеть отелей «Hyatt».

## Военная карьера
Молодым человеком Джеймс Прицкер, находясь в Израиле, стал свидетелем событий так называемой Войны Судного дня. Это подтолкнуло его к решению посвятить себя военной службе. Прицкер поступил на службу в армию США по контракту, как рядовой доброволец, в феврале 1974 года, и служил в различных воинских частях, в том числе в 82-й воздушно-десантной дивизии, получив в итоге чин сержанта.
После завершения срока контрактной службы, в феврале 1977 года, Прицкер поступил в иезуитский университет имени Игнатия Лойолы (англ.) в родном Чикаго, который окончил со степенью бакалавра истории, одновременно пройдя подготовку на иезуитской военной кафедре, что давало ему право на получение звания офицера, которое он и получил уже в мае 1979 года.
Сначала Прицкер служил в 1-м батальоне 503-го пехотного полка 101-й воздушно-десантной дивизии на военной базе Форт-Кэмпбелл, штат Кентукки. В 1984-85 годах он служил в составе 7-го армейского корпуса на американской военной базе Казармы Келли около Штутгарта в Западной Германии. После окончания срока службы в армии, Прицкер продолжал службу в армии Национальной гвардии США, откуда уволился в 2001 году в звании подполковника. За время службы получил ряд военных медалей; согласно американской терминологии, является ветераном, то есть отставным офицером армии США.
Будучи десантником, Прицкер увлекался совершением прыжков с парашютом, в частности, по собственным словам, особенно гордится тем, что прыгал с парашютом вместе с русскими недалеко от Северного полюса в 1993 году.

## Бизнес и благотворительность
Получив значительное наследство, Прицкер активно включился в участие в управлении своей долей семейного бизнеса. В 1996 году он основал компанию «Tawani Enterprises», связанную с управлением недвижимостью.
Как член семьи Прицкеров, Джеймс унаследовал и накопил состояние, которое оценивается в 1,7 миллиарда долларов США.
В 2003 году он основал Военную библиотеку Прицкера (англ.), посвященную популяризации и поддержке «гражданского долга солдата».
Не ограничившись этим, Прицкер создал «Фонд Тавани», целью которого было заявлено, в частности, сохранение памятников американской военной истории. Однако, уже достаточно скоро фонд начал уделять значительно внимание трансгендерной тематике. Так, в 2003 году Фонд Тавани сделал пожертвование в размере 1,35 миллиона долларов в Палм-центр (англ.) Калифорнийского университета в Санта-Барбаре для изучения возможности для трансгендерных людей служить в армии, а также в рядах полиции и пожарной охраны. В 2016 году через свой фонд Прицкер пожертвовал 2 миллиона долларов на создание первой в мире научной кафедры трансгендерных исследований в Викторианском университете в Британской Колумбии; социолог и сексолог Аарон Девор (англ.) был выбран в качестве первого заведующего кафедрой.
На июль 2021 года состояние Дженнифер Прицкер оценивается в 2 миллиарда долларов.

## Сексуальная идентичность
Подполковник Прицкер был дважды женат и имел в этих браках дочь (от первого брака) и двух сыновей (от второго). Однако 16 августа 2013 года было выпущено заявление для сотрудников компании «Tawani Enterprises» и Военной библиотеки Прицкера, в котором указывалось, что Прицкер является первым в мире трансгендерным миллиардером. В тот же день Дж. Н. Притцкер прошёл через официальное юридическое изменение имени и стал известен как Дженнифер Наталья Притцкер. Это изменение, по её словам, должно отражать её убеждение о её истинном гендере, которое она прежде держала в тайне. Прицкер теперь идентифицирует себя как женщину для всех деловых и личных начинаний.
31 октября 2020 года Дженнифер Н. Притцкер сочеталась браком с Эрин Э. Соларо.

## Политические взгляды
Прицкер много лет являлся убеждённым республиканцем и щедро жертвовал деньги таким республиканским кандидатам, как Джон Маккейн и Митт Ромни. Только в 2019 году, уже несколько лет будучи трансгендерной женщиной, Прицкер отказалась поддерживать республиканцев, обвинив их в сближении с ультраправыми и даже пожертвовала символические 2 000 долларов на президентскую кампанию Джо Байдена.

## Источник
- Журнал Forbes. Jennifer Pritzker Becomes First Transgender Billionaire
- Журнал Forbes. Профиль миллиардера: Дженнифер Прицкер.

* Эта статья является переводом из англоязычного раздела википедии. Полный список примечаний вы можете посмотреть на странице оригинальной статьи.